# 科羅利恰
51°39′31″N 30°48′59″E / 51.65861°N 30.81639°E
科羅利恰（烏克蘭語：Корольча），是烏克蘭北部的村莊，隸屬切爾尼希夫州的切爾尼希夫區。該村始建於1854年，面積0.23平方公里，海拔高度150米，2001年人口100，人口密度每平方公里434.8人。